# Il Caffè (1924)
 Il Caffè fu una rivista italiana antifascista fondata a Milano nel 1924 e cessata nel 1925, durante la dittatura fascista. Il titolo era in riferimento all'omonima pubblicazione illuministica, Il Caffè, anch'essa con sede a Milano e fondata e curata da Alessandro e Pietro Verri dal 1764 e dal 1766.